# Roztoka (województwo lubelskie)
Roztoka – wieś w Polsce położona w województwie lubelskim, w powiecie chełmskim, w gminie Żmudź.
W latach 1975–1998 miejscowość położona była w województwie chełmskim.
Wieś stanowi sołectwo gminy Żmudź. Według Narodowego Spisu Powszechnego z roku 2011 wieś liczyła 167 mieszkańców i była szóstą co do liczby ludności miejscowością gminy.
Wierni Kościoła rzymskokatolickiego należą do parafii Wniebowzięcia Najświętszej Maryi Panny w Klesztowie.

## Części wsi
| SIMC    | Nazwa           | Rodzaj     |
| ------- | --------------- | ---------- |
| 0111350 | Poręb           | przysiółek |
| 0111343 | Roztoka-Kolonia | kolonia    |

## Położenie
Wieś Roztoka położona jest w południowo-wschodniej części gminy Żmudź. Jest to typowo wiejska mała miejscowość. Odległość od Urzędu Gminy w Żmudzi wynosi 8 km, od Chełma 27 km, od Lublina 100 km.

## Historia
Roztoka także Rostoka w wieku XIX  wieś i folwark w powiecie chełmskim, gminie Żmudź, parafii rzymskokatolickiej Kumów, obrzędu wschodniego Rakołupy, odległa 21 wiorst od Chełma, posiada cerkiew po unicką filialną. 
Według spisu z 1827 r. wieś posiadała 14 domów i 145 mieszkańców. 
W 1886 r. folwark Roztoka posiadał rozległość 480 mórg. W skład dóbr poprzednio wchodziły: wieś Rostoka osad 36, z gruntem mórg 745, wieś Dryszczów osad 48, z gruntem mórg 1291, wieś Syczów osad 10, z gruntem  210 mórg, wieś Żmudź osad 55, z gruntem  959 mórg,  wieś Lipinki osad 30, z gruntem  699 mórg i  wsi Ksawerów osad 24, z gruntem 227 mórg. 
Rostockie starostwo niegrodowe, w województwie ruskim, ziemi chełmskiej, podług spisów podskarbińskich z r. 1716 obejmowało dwie wsie: Rostoka i Lipinki z przyległościami, które w r. 1771 posiadał Jan Zamoyski, ordynat i starosta lubelski, opłacając z nich 790 złotych polskich groszy 11 kwarty  a hiberny  1369 złp i groszy 20. Dykcjonariusz Geograficzny Echarda nazywa Rostokę miastem. 
Rząd austriacki dobra te sprzedał i odtąd stały się prywatną własnością.

## Religia i wyznania
Wieś podlega parafii rzymskokatolickiej pod wezwaniem Najświętszej Maryi Panny w Klesztowie oddalonym o 3 km. 
Kościół w Klesztowie murowany, wybudowany przed 1772 r. pw. Wniebowzięcia NMP dla unitów. Konsekrował go bp unicki M. Ryłło 13.11.1773 r. W 1875 r., po kasacie unii zamieniony na cerkiew, od 1920 r. jest kościołem katolickim. Resturowany był w 1927 r. i 1958 - prof. Kadłuczka z Krakowa polichromię, w 1960 r. dobudowano nową zakrystię, w 1975 - prof. Alojzy Goss z Torunia dokonał renowacji polichromii kruchty, starej zakrystii i prezbiterium. Świątynia jest murowana z cegły, jednonawowa, późnobarokowa, przy prezbiterium 2 zakrystie, nawa z kruchtą, polichromia wykonana ok. 1772 r. przez Gabriela Sławińskiego. Ołtarze drewniane, malowane iluzjonistycznie. W głównym - obraz MB Chełmskiej z 1745 r., po lewej stronie nawy - św. Łukasza z II poł. XVIII w., po prawej - MB Częstochowskiej. Na małym chórze muzycznym fisharmonia, w zakrystii późnobarokowa szafa z II poł. XVIII w. Cmentarz otoczony murem z bramą-dzwonnicą (wymurowane z cegły po 1772 r.) W obrębie cmentarza inne budynki zabytkowe, niezamieszkane: dla służby kościelnej i szpital dla ubogich. Plebania z kamienia i cegły z XVIII (XIX w.)
W granicach miejscowości Roztoka pośród pól, znajduje się również cmentarz prawosławny z 1. poł. XX w.